# Calcomanía de agua

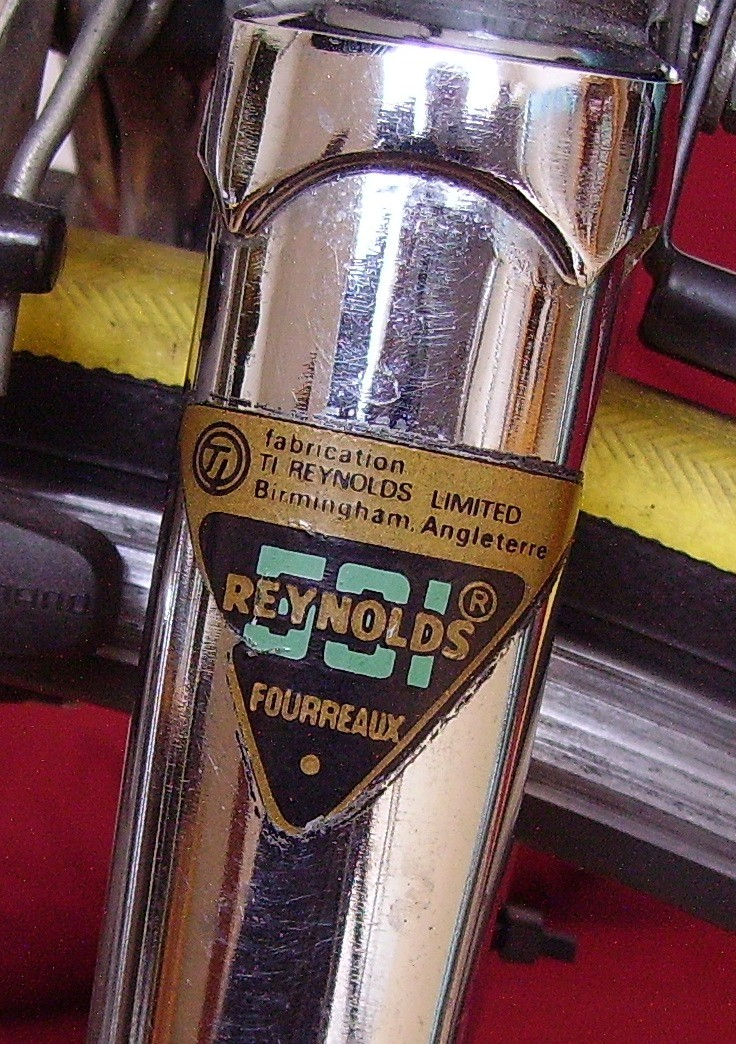
Etiqueta de calcomanía de agua en una horquilla de bicicleta

Las calcomanías de transferencia de agua, llamadas también calcomanías de agua o calcomanías deslizables son calcomanías cuya adhesión a una superficie (papel, tela, cerámica, etc.) se realiza mediante la aplicación de agua. Generalmente se imprimen hacia arriba. Al sumergirse la hoja de la calcomanía, la capa de dextrosa presente en ella se despega, lo que posibilita  la transferencia del diseño. A veces se agrega a a la hoja una capa de adhesivo a base de agua para crear un vínculo más fuerte. La aplicación de capas de laca o barniz acrílico resulta en una transferencia más duradera.
Las calcomanías de transferencia de agua son más delgadas que las pegatinas de vinilo y, al poderse imprimir, resultan en un elevado nivel de detalle; por ende, son populares en áreas de artesanía como la confección de maquetas y modelismo.
Hasta hace poco, los diseños de las calcomanías se imprimían  profesionalmente, pero con el comercialización de hojas en blanco para impresoras de inyección e impresoras láser, los aficionados y los pequeños negocios pueden producir sus propias calcomanías personalizadas. Antes de la aparición de las impresoras, las calcomanías podían elaborarse artesanalmente con cintas de papel engomado como base y adhesivo, y con varias aplicaciones de laca para cabello formando una capa protectora transparente. La imagen se tenía que dibujar y colorear cuidadosamente a mano[cita requerida].